# Озан (коммуна)
Оза́н (фр. Ozan) — коммуна во Франции, находится в регионе Рона — Альпы. Департамент — Эн. Входит в состав кантона Пон-де-Во. Округ коммуны — Бурк-ан-Брес.
Код INSEE коммуны — 01284.

## География
Коммуна расположена приблизительно в 340 км к юго-востоку от Парижа, в 75 км севернее Лиона, в 32 км к северо-западу от Бурк-ан-Бреса.

## Климат
Климат полуконтинентальный с холодной зимой и тёплым летом. Дожди бывают нечасто, в основном летом.

## Население
Население коммуны на 2010 год составляло 618 человек.
| 1962 | 1968 | 1975 | 1982 | 1990 | 1999 | 2010 |
| ---- | ---- | ---- | ---- | ---- | ---- | ---- |
| 346  | 328  | 308  | 339  | 408  | 469  | 618  |

## Администрация
| Период | Период | Фамилия       | Партия | Примечания |
| ------ | ------ | ------------- | ------ | ---------- |
| 1995   | 2008   | Жильбер Верде |        |            |
| 2008   | 2020   | Рене Фейё     |        |            |

## Экономика
В 2010 году среди 389 человек трудоспособного возраста (15—64 лет) 312 были экономически активными, 77 — неактивными (показатель активности — 80,2 %, в 1999 году было 71,5 %). Из 312 активных жителей работали 293 человека (156 мужчин и 137 женщин), безработных было 19 (7 мужчин и 12 женщин). Среди 77 неактивных 23 человека были учениками или студентами, 31 — пенсионерами, 23 были неактивными по другим причинам.

## Фотогалерея
- Мэрия и церковь
- Карта коммуны